# 950er
Portal Geschichte | Portal Biografien | Aktuelle Ereignisse | Jahreskalender | Tagesartikel

◄ |
9. Jh. |
10. Jahrhundert
| 11. Jh. | ►

◄ |
920er |
930er |
940er |
950er
| 960er | 970er | 980er | ►

950 |
951 |
952 |
953 |
954 |
955 |
956 |
957 |
958 |
959

## Ereignisse
- 953: Nach den zahlreichen Aufständen seiner Brüder erhebt Otto der Große seinen jüngeren Bruder Brun zum Erzbischof von Köln und Herzog von Lothringen; Beginn des Ottonisch-salischen Reichskirchensystems, das langfristig zum Investiturstreit führt.
- 953: Die marode römische Rheinbrücke von 310 bei Köln wird abgerissen. Es wird über 900 Jahre dauern, bis 1855 wieder eine feste Rheinbrücke bei Köln entsteht.
- Otto I. der Große, siegt am 10. August 955 über das Reiterheer der Ungarn in der Schlacht auf dem Lechfeld (bei Augsburg). Damit enden die mehr als 50 Jahre andauernden Ungarneinfälle.